# Shillelagh (Stadt)
Shillelagh, irisch Síol Éalaigh, ist eine Kleinstadt im County Wicklow in der Republik Irland. Bei der Volkszählung 2022 hatte sie 390 Einwohner.

## Geschichte
Shillelagh wurde im 17. Jahrhundert auf den Ländereien der FitzWilliams als planned town gegründet.
Bekannt ist der Name auch wegen des Shillelagh genannten Knüppels, der heute als Wanderstock und Souvenir verkauft wird.

## Lage und Transport
Shillelagh liegt im Südwesten des Countys am Derry River, einem Zufluss des River Slaney. Der Wanderweg Wicklow Way führt in der Nähe vorbei.
Die Regionalstraße R725 von Tullow nach Süden und die R749 nach Norden verlaufen durch die Stadt.
Die staatliche Busgesellschaft Bus Éireann fährt Shillelagh einmal in der Woche an (Stand Dezember 2020).
Von 1865 bis 1944 war Shillelagh Endstation einer Bahnlinie, die in Woodenbridge Anschluss an die Linie Dublin nach Wexford bot.